# Blanco y negro (Elisa Rego)
«Blanco y negro» es una canción de la cantante Elisa Rego y fue el segundo sencillo que se extrajo para lo de la promoción en la radio del su primer álbum en estudio publicado en el año de 1988, amén de ser también uno de los temas más conocidos a nivel internacional de esta cantante de origen brasilero-venezolana. El tema es una composición, tanto la música como la letra, del músico José Ignacio Martín (conocido cariñosamente como Chuo) ex tecladista de la agrupación ES-3, banda de rock underground de principios de los '80 en la que estuvieron junto a Gerardo Ubieda, el mismo José Ignacio y Elisa Rego.

## Estructura de la canción
La canción fue producida en ritmo de balada, pero con tratamiento moderno (balada-pop) con una estructura interna bastante peculiar, no solo a nivel de instrumentos musicales en lo que concierne a la Producción propiamente dicha, sino también en lo referente a cómo fueron estructurados los párrafos que conforman la letra de la canción, es decir, no tiene la típica alternancia entre las estrofas de versos y las estrofas de estribillo en la mayoría de las canciones de música pop.
En lo de la producción, este tema es una de las 3 canciones minimalistas de todo el álbum, es una canción muy simple, tiene muy pocos instrumentos musicales, pues sólo consta de: Teclados, batería, saxo alto y la vocalización de Elisa.
En lo de la estructura de los párrafos, la canción comienza con 15 segundos de un intro de teclados en la misma entonación en que se van a cantar las estrofas. El tema se compone de un total de 4 párrafos, los 3 primeros son estrofas de versos consecutivas, bien diferenciadas una de otras. La cuarta y última estrofa corresponde a la del estribillo ubicado al final de la canción y que se repite en Bis una sola vez: El primero, antes de que se produzca el Solo de saxo a la altura de 1:46 min, y el segundo, justo después de éste, con un leve cambio en la letra sustituyendo la última palabra del último verso de la canción, por otra palabra diferente. Finaliza con un outro en teclados similar al intro con que comenzó el tema.
No es nuevo para José Ignacio Martín componer de esta manera poco usada en la composición de canciones pop. El mismo José Ignacio escribió el tema "Plumas y sangre" para la cantante venezolana Karina del álbum "Desde mi sueño" (℗ 1989), una canción que carece totalmente de estrofa estribillo ya que sólo se trata de 3 párrafos largos, solo de versos.
Otros ejemplos de canciones que tienen estructura similar a la de "Blanco y negro", es decir, con el estribillo al final y generalmente repetido en Bis son: "Me cuesta tanto olvidarte" de la agrupación española Mecano y, "El tiempo no pasa en vano" de la cantante venezolana Delia.

## El tema de la canción
La letra de esta canción está cargada de una metáfora muy refinada. Es un tema que habla, según los entendidos en el tema, de la manera cómo cada quién usa el sexo, trata sobre la sexualidad; pero es una sexualidad vivida no de la forma en que se quisiera hacerlo, sino de la manera en que se piensa que sería correcto... Y es que muchas veces Lo correcto no comulga con Lo que se quiere o lo que se siente y cuando nos obligamos a vivir algo de una forma disimil a cómo lo sentimos, lo que estamos haciendo en definitiva es perder el tiempo.
Ya más específicamente, la canción, en el primer párrafo nos narra las diferentes etapas de la vida vistas desde una paleta de colores que va en degradé desde el rosado hasta llegar al negro (la niñez y la muerte respectivamente) pasando—en el medio—por toda una infinidad de tonalidades de grises, en donde cada gris sería como una cicatriz asimilada, una lección aprendida; pero aprendida con esa sabiduría intríncala que sólo te lo da el hecho de Vivir las cosas, el experimentarlas por ti mismo... 
El segundo párrafo nos dice que el mismo acto de vivir no solo nos enseña—a veces de manera dolorosa—sino que también nos desgasta, desgaste del cual no queda exento el ámbito del sexo, en donde eventualmente algún día por vejez, nos cansaremos, perdemos el interés y a veces cuando se mira en retrospectiva nos podemos dar cuenta de todo el tiempo que perdimos al no vivir la vida en la manera en que soñábamos.
El tercer párrafo nos advierte de que a medida que vive el sexo (o el uso que hacemos de él) se van tomando decisiones o se van asumiendo roles en determinados momentos de la vida y muchas veces éstos roles no quedan muy bien definidos uno de otro y el papel que jugamos queda dibujado de manera ambigua, teniendo como excusa al final que sólo era el dejarse llevar por las ganas que imponía el momento.
El cuarto y último párrafo (que es el estribillo) reflexiona sobre el hecho que "...Nadie es guardián de su sexo..." (parte de la letra) y que si hubiera que reprochar algo al alguien, se podría argumentar como defensa propia que, para bien o para mal, cada quien vive su vida como mejor le parece, con todas las consecuencias que esto conlleva.

## Lista de canciones
Este sencillo fue publicado en el formato de sencillo-PROMO dirigido básicamente para las emisoras de radio.
Sencillo de vinilo (7 inches): "Blanco y negro". 
Lado único: "Blanco y negro" / 2:55.

## Créditos de la canción
En la grabación de este tema han intervenido las siguientes personas:
- Teclados: Willie Croes.
- Batería: Gustavo Calle.
- Saxo alto solo: Ezequiel Serrano.
- Voz principal: Elisa Rego.
- Producción musical: Willie Croes.